# Лудовика Маргарета фон Цвайбрюкен-Бич
Лудовика Маргарета фон Цвайбрюкен-Бич (на немски: Ludovica Margaretha von Zweibrücken-Bitsch; * 19 юли 1540 в Ингвилер, Елзас; † 15 декември 1569 в Бухсвайлер в Ба Рен, Елзас) е графиня от Цвайбрюкен-Бич и чрез женитба графиня на Ханау-Лихтенберг.

## Произход
Тя е единствено дете и наследничка на граф Якоб фон Цвайбрюкен-Бич (1510 – 1570) и първата му съпруга му Катарина фон Хонщайн-Клетенберг (ок. 1520 – 1570), дъщеря на граф Ернст V фон Хонщайн-Клетенберг и графиня Анна фон Бентхайм. Баща ѝ е син на граф Райнхард фон Цвайбрюкен, господар на Бич и Лихтенберг.
Погребана е в Ингвилер.

## Фамилия
Лудовика Маргарета се омъжва на 14 октомври 1560 г. в Бич (Франция) за граф Филип V фон Ханау-Лихтенберг (1541 – 1599). Тя е първата му съпруга. Те имат децата:
- Йохана Сибила (1564 – 1636), омъжена за граф Вилхелм IV фон Вид-Рункел (1581 – 1612)
- Филип (1565 – 1572)
- Албрехт (1566)
- Катарина (1568 – 1636), омъжена за шенк Еберхард фон Лимпург-Шпекфелд (1560 – 1622)
- Йохан Райнхард I (1569 – 1625), граф на Ханау-Лихтенберг, женен 1593 г. за графиня Мария Елизабет фон Хоенлое-Нойенщайн (1576 – 1605) и 1605 г. за графиня Анна фон Салм (1582 – 1636)

Нейният съпруг се жени още два пъти.